# Rata roquera de Kimberley
La rata roquera de Kimberley (Zyzomys woodwardi) és una espècie de mamífer rosegador de la família dels múrids. És endèmic del nord-oest d'Austràlia. El seu hàbitat natural són els fragments de boscos tropicals humits situats en zones rocoses. Està amenaçat pels incendis forestals. El nom específic woodwardi fou elegit en honor del naturalista angloaustralià Bernard Henry Woodward.